# 1800
Il 1800 (MDCCC in numeri romani) è un anno  del XVIII secolo.

## Eventi
- 18 gennaio – Napoleone fonda la Banca di Francia.
- La popolazione mondiale è di circa 920 milioni di abitanti. Quella dell'Italia di 19 milioni.
- Febbraio – In Francia viene approvato il consolato di Napoleone.
- 14 marzo – Viene eletto papa il cardinale Barnaba Chiaramonti con il nome di Pio VII. Dopo 4 mesi torna nuovamente a Roma, la residenza papale, che già dal 19 settembre 1799 i francesi avevano abbandonato.
- 20 marzo – Alessandro Volta comunica alla Royal Society l'invenzione della pila.
- 6 aprile – Battaglia sul Colle di Cadibona nei pressi di Savona, episodio della seconda campagna del Bonaparte in Italia.
- 19 aprile – L'Austria pone l'assedio a Genova difesa dal generale Massena.
- Maggio – Napoleone parte per la seconda campagna d'Italia, per liberare l'Italia dagli austriaci che da queste terre avrebbero potuto invadere la Francia.
- 4 giugno – Assedio di Genova: Capitolazione di Genova alle truppe austriache.
- Giugno – L'esercito francese passa le Alpi e arriva in Lombardia.
- 14 giugno – Battaglia di Marengo: I francesi di Napoleone e gli austriaci di Michael von Melas si scontrano nella piana di Alessandria; la Francia vince, soprattutto grazie all'azione del generale Desaix, che qui cade in battaglia.
- 18 giugno – Napoleone entra trionfante a Milano. Napoleone libera Liguria, Piemonte e Lombardia dagli austriaci.
- 1º agosto – Gran Bretagna: Il parlamento approva l'Atto di Unione con cui si stabilisce l'unione del Regno di Gran Bretagna e del Regno d'Irlanda per dare vita al Regno Unito di Gran Bretagna e Irlanda.
- 12 agosto – Viene formata la commissione Napoleonica che redigerà il Codice napoleonico, composta da Jean-Étienne-Marie Portalis, François Tronchet, Jacques de Maleville e Félix Bigot de Préameneu.
- 5 settembre – Malta: La guarnigione francese si arrende alla Royal Navy. Malta benché ancora feudo del Regno siciliano diviene così un protettorato inglese, nonostante le rimostranze dei Borbone.
- 1º ottobre – Trattato di San Ildefonso tra Francia e Spagna: la Louisiana passa dalla Spagna alla Francia (verrà "venduta" agli Stati Uniti d'America nel 1803 per 80 milioni di franchi).
- 10 ottobre – Napoleone Bonaparte scampa a un attentato al Théatre de la République.
- 3 dicembre – Battaglia di Hohenlinden: Il generale francese Jean Victor Marie Moreau, comandante dell'armata francese del Reno, sconfigge le truppe austro-bavaresi. L'esercito francese occupa il Tirolo e arriva quasi fino a Vienna, costringendo così l'Austria alla pace.
- 24 dicembre – Napoleone esce illeso da un attentato a Parigi.
- Anthony Carlisle e William Nicholson scoprono l'elettrolisi.
- Thomas Gryll inventa il rubinetto a valvola con vite.
- Washington diventa la capitale degli Stati Uniti.
- William Herschel scopre i raggi infrarossi.
- Beethoven incomincia a comporre la seconda sinfonia in re maggiore op. 36.

## Nati
Ci sono circa 340 voci su persone nate nel 1800; vedi la pagina Nati nel 1800 per un elenco descrittivo o la categoria Nati nel 1800 per un indice alfabetico.

## Morti

### Gennaio
- 1º gennaio - Vincenzo Lupoli, vescovo cattolico e scrittore italiano (n. 1737)
- 3 gennaio - Karl Wilhelm Finck von Finckenstein, diplomatico e politico prussiano (n. 1714)
- 4 gennaio - Giovanni Battista Mancini, cantante castrato italiano (n. 1714)
- 6 gennaio - William Brownrigg, medico, chimico e imprenditore britannico (n. 1711)
- 6 gennaio - Friedrich Adolf Riedesel, generale tedesco (n. 1738)
- 8 gennaio - Andrea Mazzitelli, militare e marinaio italiano (n. 1753)
- 9 gennaio - Jean Étienne Championnet, generale francese (n. 1762)
- 10 gennaio - Federico Maria Giovanelli, patriarca cattolico italiano (n. 1728)
- 13 gennaio - Pietro Biron, duca (n. 1724)
- 15 gennaio - Giovanni Battista Pasinato, religioso, fisico e botanico italiano (n. 1739)
- 17 gennaio - Maximilian Christof von Rodt, vescovo cattolico tedesco (n. 1717)
- 17 gennaio - Pietro Vigilio Thun, vescovo cattolico italiano (n. 1724)
- 20 gennaio - Thomas Mifflin, politico statunitense (n. 1744)
- 22 gennaio - George Steevens, critico letterario inglese (n. 1736)
- 23 gennaio - Francesco Bertoldi, medico italiano (n. 1737)
- 23 gennaio - Edward Rutledge, politico e militare statunitense (n. 1749)
- 23 gennaio - Johann Gottlieb Stephanie, drammaturgo e librettista austriaco (n. 1741)
- 27 gennaio - Costillares, torero spagnolo (n. 1746)

### Febbraio
- 10 febbraio - Vincenzo Maria Altieri, cardinale italiano (n. 1724)
- 17 febbraio - Vittorio Amedeo Cignaroli, pittore italiano (n. 1730)
- 18 febbraio - Louis de Frotté, militare francese (n. 1766)
- 18 febbraio - Jean-Baptiste Perrée, ammiraglio francese (n. 1761)
- 24 febbraio - Elizabeth Hamilton, nobildonna scozzese (n. 1721)
- 24 febbraio - Simon Julien, pittore e incisore francese (n. 1735)
- 25 febbraio - Carlo Barletti, fisico italiano (n. 1735)
- 26 febbraio - Giovanni Barile, nobile italiano
- 27 febbraio - Adelaide di Borbone-Francia, principessa francese (n. 1732)
- 28 febbraio - Lodovico Bò, architetto italiano (n. 1721)

### Marzo
- 7 marzo - Francesco Maria Bolognini, presbitero italiano (n. 1723)
- 9 marzo - Domenico Della Maria, musicista e compositore francese (n. 1769)
- 9 marzo - Agostino Penna, scultore italiano (n. 1728)
- 18 marzo - Marcantonio IV Borghese, nobile e politico italiano (n. 1730)
- 19 marzo - Joseph de Guignes, orientalista francese (n. 1721)
- 29 marzo - Marc René de Montalembert, generale, architetto e scrittore francese (n. 1714)
- 31 marzo - Giustiniano Palomba, avvocato, patriota e politico italiano (n. 1751)

### Aprile
- 8 aprile - Andrea Gioannetti, cardinale e arcivescovo cattolico italiano (n. 1722)
- 13 aprile - Kazimierz Poniatowski, nobile e generale polacco (n. 1721)
- 19 aprile - Jean-Antoine Marbot, generale e politico francese (n. 1754)
- 21 aprile - Pierre Bertholon de Saint-Lazare, abate e fisico francese (n. 1741)
- 22 aprile - George Paulet, XII marchese di Winchester, nobile inglese (n. 1722)
- 24 aprile - Hedvig Catharina De la Gardie, nobildonna svedese (n. 1732)
- 24 aprile - Lorenzo Selva, ottico italiano (n. 1716)
- 25 aprile - William Cowper, poeta inglese (n. 1731)
- 25 aprile - Abel Seyler, banchiere, attore teatrale e regista teatrale svizzero (n. 1730)
- 27 aprile - Evstignej Ipat'evič Fomin, compositore russo (n. 1761)
- 28 aprile - Mary Eleanor Bowes, nobildonna britannica (n. 1749)
- 29 aprile - Johann Christian Fischer, compositore e musicista tedesco (n. 1733)

### Maggio
- 1º maggio - Filippina di Brandeburgo-Schwedt, nobile (n. 1745)
- 4 maggio - Armand-Désiré d'Aiguillon, politico e nobile francese (n. 1761)
- 4 maggio - Cristina Boyer, nobile francese (n. 1771)
- 7 maggio - Niccolò Piccinni, compositore italiano (n. 1728)
- 7 maggio - Jean-Baptiste Michel Vallin de La Mothe, architetto francese (n. 1729)
- 18 maggio - Aleksandr Vasil'evič Suvorov, principe e generale russo (n. 1729)
- 18 maggio - Oronzo Tiso, pittore italiano (n. 1729)
- 18 maggio - Francesco Leopoldo d'Asburgo-Lorena, nobile italiano (n. 1794)
- 26 maggio - Alonso Núñez de Haro y Peralta, arcivescovo cattolico spagnolo (n. 1729)
- 29 maggio - Andrea Cardamone, arcivescovo cattolico italiano (n. 1729)
- 31 maggio - Michał Ogiński, politico, generale e compositore polacco (n. 1730)
- 31 maggio - Sofia Federica di Thurn und Taxis, nobildonna tedesca (n. 1758)

### Giugno
- 10 giugno - Johann Abraham Peter Schultz, musicista e compositore tedesco (n. 1747)
- 14 giugno - Louis Charles Antoine Desaix, generale francese (n. 1768)
- 14 giugno - Jean-Baptiste Kléber, generale francese (n. 1753)
- 17 giugno - Suleiman al-Halabi, assassino curdo (n. 1777)
- 18 giugno - François de Beauharnais, nobile e ufficiale francese (n. 1714)
- 20 giugno - Abraham Gotthelf Kästner, matematico tedesco (n. 1719)
- 21 giugno - John Rutledge, politico statunitense (n. 1739)
- 27 giugno - Giovanni Battista Bussi de Pretis, cardinale e vescovo cattolico italiano (n. 1721)
- 27 giugno - William Cumberland Cruikshank, chimico e anatomista britannico (n. 1745)
- 27 giugno - Théophile-Malo de La Tour d'Auvergne-Corret, militare e storico francese (n. 1743)
- 28 giugno - Enrico XI di Reuss-Greiz, principe (n. 1722)

### Luglio
- 2 luglio - Victor Louis, architetto francese (n. 1731)
- 14 luglio - Basil Feilding, VI conte di Denbigh, nobile inglese (n. 1719)
- 14 luglio - Lorenzo Mascheroni, matematico e letterato italiano (n. 1750)
- 14 luglio - George Mason-Villiers, II conte Grandison, politico britannico (n. 1751)
- 17 luglio - Federico Anders, pittore tedesco
- 25 luglio - Vittorio Amedeo Rapous, pittore italiano (n. 1729)
- 28 luglio - Marija Osipovna Zakrevskaja, nobildonna russa (n. 1741)
- 28 luglio - David Mathews, politico e avvocato statunitense (n. 1739)
- 30 luglio - Giovanni Alessandro Brambilla, anatomista, patologo e medico italiano (n. 1728)

### Agosto
- 3 agosto - Carl Friedrich Fasch, clavicembalista e compositore tedesco (n. 1736)
- 3 agosto - Friedrich Gilly, architetto tedesco (n. 1772)
- 5 agosto - Johann Georg Büsch, statistico, educatore e attivista tedesco (n. 1728)
- 7 agosto - Carlo Antonio Martini, giurista italiano (n. 1726)
- 16 agosto - Charles Louis L'Héritier de Brutelle, magistrato e botanico francese (n. 1746)
- 16 agosto - Carlo Emanuele di Savoia-Carignano, principe italiano (n. 1770)
- 20 agosto - Michel-François d'Ailly, politico francese (n. 1724)
- 25 agosto - Elizabeth Montagu, letterata e mecenate inglese (n. 1718)

### Settembre
- 8 settembre - Antonio Maria Gardini, vescovo cattolico italiano (n. 1738)
- 8 settembre - Pierre Gaviniès, violinista e compositore francese (n. 1728)
- 8 settembre - Ernesto Federico di Sassonia-Coburgo-Saalfeld, duca tedesco (n. 1724)
- 10 settembre - Johann David Schoepff, zoologo, botanico e esploratore tedesco (n. 1752)
- 10 settembre - Johann Christoph von Wöllner, mistico, presbitero e politico tedesco (n. 1732)
- 11 settembre - Luisa Sanfelice, nobildonna italiana (n. 1764)
- 14 settembre - Juan Ignacio González del Castillo, commediografo spagnolo (n. 1763)
- 14 settembre - Paolo Greppi, diplomatico italiano (n. 1748)
- 14 settembre - Ignazio Michele III Jarweh, patriarca cattolico ottomano (n. 1731)
- 17 settembre - Nathan Adler, rabbino e religioso tedesco (n. 1741)
- 17 settembre - Giovanni Eulero, matematico e astronomo russo (n. 1734)
- 18 settembre - Thomas Mason, imprenditore e politico statunitense (n. 1770)
- 22 settembre - Dominique de La Rochefoucauld, cardinale, arcivescovo cattolico e abate francese (n. 1712)
- 26 settembre - Salavat Julaev, rivoluzionario russo (n. 1754)
- 27 settembre - William Gibbons, rivoluzionario e politico statunitense (n. 1726)
- 27 settembre - Hyacinthe Jadin, compositore e direttore d'orchestra francese (n. 1776)
- 29 settembre - Antonio Frizzi, storico, drammaturgo e pittore italiano (n. 1736)

### Ottobre
- 2 ottobre - Carlo Giuseppe di Auersperg, nobile austriaco (n. 1720)
- 4 ottobre - Jean Hermann, medico e naturalista francese (n. 1738)
- 12 ottobre - Johann Hieronymus Chemnitz, presbitero e naturalista tedesco (n. 1730)
- 14 ottobre - Girolamo Dal Pozzo, architetto italiano (n. 1718)
- 19 ottobre - John Meade, I conte di Clanwilliam, nobile irlandese (n. 1744)
- 27 ottobre - Chiara Isabella Gherzi, monaca cristiana, badessa e mistica italiana (n. 1742)
- 27 ottobre - Vincenzo Ranuzzi, cardinale italiano (n. 1726)
- 28 ottobre - Artemas Ward, generale e politico statunitense (n. 1727)
- 30 ottobre - Anna Morichelli Bosello, soprano italiano

### Novembre
- 2 novembre - Arnaldo Speroni degli Alvarotti, vescovo cattolico italiano (n. 1728)
- 5 novembre - Jesse Ramsden, ottico inglese (n. 1735)
- 8 novembre - Maria Maddalena Morelli, poetessa italiana (n. 1727)
- 12 novembre - Giulio Bajamonti, musicista, medico e letterato italiano (n. 1744)
- 14 novembre - François Claude de Bouillé, generale francese (n. 1739)
- 22 novembre - Salomon Maimon, filosofo polacco
- 25 novembre - Vito Caravelli, matematico italiano (n. 1724)

### Dicembre
- 3 dicembre - George Beresford, I marchese di Waterford, politico irlandese (n. 1735)
- 7 dicembre - Wilhelm von Knyphausen, generale tedesco (n. 1716)
- 12 dicembre - Giovanni Carsana, arcivescovo cattolico dalmata (n. 1718)
- 12 dicembre - Ferdinando Fossi, presbitero, archivista e bibliotecario italiano (n. 1720)
- 14 dicembre - José de Ribas, ammiraglio italiano (n. 1749)
- 16 dicembre - Francesco Farina, mercante italiano (n. 1731)
- 20 dicembre - Joseph Leonhard Banniza von Bazan, giurista austriaco (n. 1733)
- 23 dicembre - Carlo Frigerio, pittore italiano (n. 1763)
- 25 dicembre - Giuseppe Antonio Maria Corte, vescovo cattolico italiano (n. 1727)
- 26 dicembre - Mary Robinson, poetessa inglese (n. 1757)
- 27 dicembre - Hugh Blair, teologo scozzese (n. 1718)
- 28 dicembre - Giorgio XII di Georgia, re georgiano (n. 1746)

### Senza giorno specificato
- Manuel Acevedo, pittore spagnolo (n. 1744)
- Manuel Acosta, pittore spagnolo (n. 1787)
- Jean-Baptiste Audebert, pittore, naturalista e incisore francese (n. 1759)
- Esprit-Joseph Chaudon, bibliografo e scrittore francese (n. 1738)
- Henry Cort, ingegnere britannico (n. 1741)
- Giovanni Del Turco, matematico italiano (n. 1739)
- Michael Denis, gesuita, bibliografo e entomologo austriaco (n. 1729)
- Petronio Fancelli, pittore italiano (n. 1734)
- Francesco Saverio Grue, ceramista italiano (n. 1731)
- Joseph Ingraham, navigatore e esploratore statunitense (n. 1762)
- Koca Yusuf Pascià, politico e militare ottomano (n. 1730)
- Pierre Camille Le Moine, archivista francese (n. 1723)
- Jean-Baptiste Le Roy, fisico francese (n. 1720)
- Matteo Madao, religioso e scrittore italiano (n. 1733)
- Filippo Martinengo, scultore italiano (n. 1750)
- François-Nicolas Martinet, ingegnere, incisore e naturalista francese
- Mario Ludovico Quarini, architetto italiano (n. 1736)
- Jean-Joseph Rousseau, tenore francese (n. 1761)
- Sara Goudar, avventuriera e scrittrice britannica (n. 1745)
- Antonio Sarnelli, pittore italiano (n. 1712)
- Angelo Solaro di Moretta, politico e militare italiano
- Giambattista Vela, pittore italiano (n. 1707)
- François Véron Duverger de Forbonnais, economista francese (n. 1722)

## Calendario
| Calendario 1800 | Calendario 1800 | Calendario 1800 | Calendario 1800 | Calendario 1800 | Calendario 1800 | Calendario 1800 | Calendario 1800 | Calendario 1800 | Calendario 1800 | Calendario 1800 | Calendario 1800 | Calendario 1800 | Calendario 1800 | Calendario 1800 | Calendario 1800 | Calendario 1800 | Calendario 1800 | Calendario 1800 | Calendario 1800 | Calendario 1800 | Calendario 1800 | Calendario 1800 | Calendario 1800 | Calendario 1800 | Calendario 1800 | Calendario 1800 | Calendario 1800 | Calendario 1800 | Calendario 1800 | Calendario 1800 | Calendario 1800 | Calendario 1800 |
| --------------- | --------------- | --------------- | --------------- | --------------- | --------------- | --------------- | --------------- | --------------- | --------------- | --------------- | --------------- | --------------- | --------------- | --------------- | --------------- | --------------- | --------------- | --------------- | --------------- | --------------- | --------------- | --------------- | --------------- | --------------- | --------------- | --------------- | --------------- | --------------- | --------------- | --------------- | --------------- | --------------- |
|                 | 1               | 2               | 3               | 4               | 5               | 6               | 7               | 8               | 9               | 10              | 11              | 12              | 13              | 14              | 15              | 16              | 17              | 18              | 19              | 20              | 21              | 22              | 23              | 24              | 25              | 26              | 27              | 28              | 29              | 30              | 31              |                 |
| Gennaio         | Me              | Gi              | Ve              | Sa              | Do              | Lu              | Ma              | Me              | Gi              | Ve              | Sa              | Do              | Lu              | Ma              | Me              | Gi              | Ve              | Sa              | Do              | Lu              | Ma              | Me              | Gi              | Ve              | Sa              | Do              | Lu              | Ma              | Me              | Gi              | Ve              |                 |
| Febbraio        | Sa              | Do              | Lu              | Ma              | Me              | Gi              | Ve              | Sa              | Do              | Lu              | Ma              | Me              | Gi              | Ve              | Sa              | Do              | Lu              | Ma              | Me              | Gi              | Ve              | Sa              | Do              | Lu              | Ma              | Me              | Gi              | Ve              |                 |                 |                 |                 |
| Marzo           | Sa              | Do              | Lu              | Ma              | Me              | Gi              | Ve              | Sa              | Do              | Lu              | Ma              | Me              | Gi              | Ve              | Sa              | Do              | Lu              | Ma              | Me              | Gi              | Ve              | Sa              | Do              | Lu              | Ma              | Me              | Gi              | Ve              | Sa              | Do              | Lu              |                 |
| Aprile          | Ma              | Me              | Gi              | Ve              | Sa              | Do              | Lu              | Ma              | Me              | Gi              | Ve              | Sa              | Do              | Lu              | Ma              | Me              | Gi              | Ve              | Sa              | Do              | Lu              | Ma              | Me              | Gi              | Ve              | Sa              | Do              | Lu              | Ma              | Me              |                 |                 |
| Maggio          | Gi              | Ve              | Sa              | Do              | Lu              | Ma              | Me              | Gi              | Ve              | Sa              | Do              | Lu              | Ma              | Me              | Gi              | Ve              | Sa              | Do              | Lu              | Ma              | Me              | Gi              | Ve              | Sa              | Do              | Lu              | Ma              | Me              | Gi              | Ve              | Sa              |                 |
| Giugno          | Do              | Lu              | Ma              | Me              | Gi              | Ve              | Sa              | Do              | Lu              | Ma              | Me              | Gi              | Ve              | Sa              | Do              | Lu              | Ma              | Me              | Gi              | Ve              | Sa              | Do              | Lu              | Ma              | Me              | Gi              | Ve              | Sa              | Do              | Lu              |                 |                 |
| Luglio          | Ma              | Me              | Gi              | Ve              | Sa              | Do              | Lu              | Ma              | Me              | Gi              | Ve              | Sa              | Do              | Lu              | Ma              | Me              | Gi              | Ve              | Sa              | Do              | Lu              | Ma              | Me              | Gi              | Ve              | Sa              | Do              | Lu              | Ma              | Me              | Gi              |                 |
| Agosto          | Ve              | Sa              | Do              | Lu              | Ma              | Me              | Gi              | Ve              | Sa              | Do              | Lu              | Ma              | Me              | Gi              | Ve              | Sa              | Do              | Lu              | Ma              | Me              | Gi              | Ve              | Sa              | Do              | Lu              | Ma              | Me              | Gi              | Ve              | Sa              | Do              |                 |
| Settembre       | Lu              | Ma              | Me              | Gi              | Ve              | Sa              | Do              | Lu              | Ma              | Me              | Gi              | Ve              | Sa              | Do              | Lu              | Ma              | Me              | Gi              | Ve              | Sa              | Do              | Lu              | Ma              | Me              | Gi              | Ve              | Sa              | Do              | Lu              | Ma              |                 |                 |
| Ottobre         | Me              | Gi              | Ve              | Sa              | Do              | Lu              | Ma              | Me              | Gi              | Ve              | Sa              | Do              | Lu              | Ma              | Me              | Gi              | Ve              | Sa              | Do              | Lu              | Ma              | Me              | Gi              | Ve              | Sa              | Do              | Lu              | Ma              | Me              | Gi              | Ve              |                 |
| Novembre        | Sa              | Do              | Lu              | Ma              | Me              | Gi              | Ve              | Sa              | Do              | Lu              | Ma              | Me              | Gi              | Ve              | Sa              | Do              | Lu              | Ma              | Me              | Gi              | Ve              | Sa              | Do              | Lu              | Ma              | Me              | Gi              | Ve              | Sa              | Do              |                 |                 |
| Dicembre        | Lu              | Ma              | Me              | Gi              | Ve              | Sa              | Do              | Lu              | Ma              | Me              | Gi              | Ve              | Sa              | Do              | Lu              | Ma              | Me              | Gi              | Ve              | Sa              | Do              | Lu              | Ma              | Me              | Gi              | Ve              | Sa              | Do              | Lu              | Ma              | Me              |                 |